# Кремовая белка
Кремовая белка или малайская ратуфа (лат. Ratufa affinis) — вид грызунов рода гигантские белки (Ratufa).

## Ареал
Это крупная древесная белка, обнаруженная в Брунее, Малайзии, Индонезии и Таиланде. В Сингапуре вид, вероятно, вымер, поскольку в последнее время ни одного экземпляра там найдено не было. В 1984 году во Вьетнаме был найден этот вид, однако достоверность находки является сомнительной. Кремовая белка является единственной гигантской белкой на Борнео, в остальном её ареал совпадает с ареалом двухцветной белки. Это один из видов млекопитающих, обитающих в обширном лесу Белум-Теменгор в малайзийском штате Перак на Малайском полуострове.

## Места обитания
Кремовые белки живут в горных лесах, расположенных на небольшой высоте, а также во вторичных лесах. Наиболее часто они встречаются на деревьях семейства Диптерокарповые. В плантациях и человеческих поселениях встречаются редко, предпочитая им леса. Хотя эти белки живут в основном в верхнем ярусе леса, они иногда спускаются на землю, чтобы поохотиться на мелких белок или перейти с дерева на дерево.

## Биологическое описание
Кроме крупных размеров, кремовые белки имеют довольно яркую окраску, которая может изменяться в широких пределах. Это делает их легко отличимыми в дикой природе. Окрас спины и головы варьирует от тёмно-коричневого до серого, а цвет брюха может быть от тёмно-жёлтого до белого. Уши короткие и округлые. Длина тела и головы у взрослых особей составляет 32,2—35 см, хвост достигает длины 37,3—43,8 см, так что общая длина тела составляет 69,5—78,8 см. Масса тела 929—1575 г.

## Поведение
Кремовые белки являются дневными зверьками, основной период их активности — с утра до вечера. Живут парами или поодиночке. Будучи разозлёнными или испуганными, издают громкие звуки, слышимые с дальнего расстояния. В отличие от других древесных белок, кремовые белки не сидят прямо на хвосте, изгибая спину во время еды. Вместо этого они усаживаются на задние лапы, уравновешиваясь, а передними лапами держат еду. Противовесом голове и передним конечностям является хвост.

## Размножение
Хотя жилища эти белки часто делают в дуплах деревьев, в период размножения они сооружают большие шаровидные гнёзда, размером примерно с орлиное. В них рождаются и растут детёныши. 

## Питание
Основу питания кремовых белок составляют семена, к которым они добавляют листья, фрукты, орехи, кору, насекомых и яйца. Эти белки имеют очень короткий большой палец, которым удерживают пищу во время еды.

## Подвиды
В роде кремовые белки различают подвиды:
- R. a. affinis
- R. a. bancana
- R. a. baramensis
- R. a. bunguranensis
- R. a. cothurnata
- R. a. ephippium
- R. a. hypoleucos
- R. a. insignis
- R. a. polia